# Wada (Familienname)
Wada (和田) ist ein japanischer Familienname.

## Namensträger
- Akihiro Wada (1934–2022), japanischer Manager
- Atsuki Wada (* 1993), japanischer Fußballspieler
- Wada Ei (1857–1929), japanische Tagebuchautorin
- Wada Eisaku (1874–1959), japanischer Maler
- Emi Wada (1937–2021), japanische Kostümbildnerin
- Hagumi Wada (* 2000), japanischer Fußballspieler
- Wada Hiroo (1903–1967), japanischer Politiker
- Juhn Atsushi Wada (1924–2023), japanisch-kanadischer Neurologe, entwickelte den Wada-Test
- Jun Wada (* 1973), japanischer Fußballspieler
- Kanta Wada (* 1996), japanischer Fußballspieler
- Kaoru Wada (* 1962), japanischer Musikkomponist, Dirigent und Pianist
- Kazuhiro Wada (* 1972), japanischer Baseballspieler
- Kentarō Wada (* 1996), japanischer Fußballspieler
- Kikuo Wada (1951–2025), japanischer Ringer
- Kōji Wada (1974–2016), japanischer Sänger
- Maki Wada (* 1986), japanische Sprinterin
- Masahiro Wada (* 1965), japanischer Fußballspieler
- Masashi Wada (* 1997), japanischer Fußballspieler
- Miho Wada, neuseeländische Jazzflötistin
- Ryō Wada (* 1995), japanischer Fußballspieler
- Wada Sanzō (1883–1967), japanischer Maler und Kostümbildner
- Shinji Wada (1950–2011), japanischer Comiczeichner
- Shū Wada (* 1990), japanischer Badmintonspieler
- Sunao Wada (1934–2021), japanischer Jazzgitarrist
- Takao Wada (* 1953), japanischer Autorennfahrer
- Takeo Wada (1882–1944), japanischer Mathematiker, Namensgeber der Seen des Wada
- Takumi Wada (* 1981), japanischer Fußballspieler
- Takuya Wada (* 1990), japanischer Fußballspieler
- Tatsuya Wada (* 1994), japanischer Fußballspieler
- Tomoki Wada (* 1994), japanischer Fußballspieler
- Wada Tsunashirō (1856–1920), japanischer Geologe und Mineraloge
- Tsuyoshi Wada (* 1981), japanischer Baseballspieler
- Wada Yasushi (1787–1840), japanischer Mathematiker
- Yōichi Wada (* 1959), japanischer Manager
- Yoshi Wada (1943–2021), japanischer Künstler und Musiker
- Wada Yoshie (1906–1977), japanischer Schriftsteller
- Wada Yoshimori (1147–1213), japanischer Militärführer
- Yuna Wada (* 1999), japanische Langstreckenläuferin
- Yuya Wada (* 1991), japanischer Fußballspieler
- Yūzō Wada (* 1980), japanischer Fußballspieler